# Wendy Bowman
Pour les articles homonymes, voir Bowman.
Wendy Bowman, née vers 1934 à Sydney (Australie) et morte le 26 juillet 2023, est une agricultrice et écologiste australienne.

## Liminaire
Wendy Bowman est une agricultrice de Nouvelle-Galles du Sud qui, grâce à sa campagne, a pu empêcher la compagnie charbonnière chinoise Yancoal Australia de développer des mines de charbon dans la région de Hunter Valley. Elle a non seulement réussi à conserver sa ferme familiale, mais elle a également protégé la communauté locale des effets de la pollution et de la dégradation de l'environnement. En reconnaissance de ses efforts, en avril 2017, elle est l'une des six écologistes (et la seule femme) à recevoir le prix Goldman de l'environnement,.

## Biographie
Née dans les années 1930 à Sydney, Wendy Bowman appartient à une famille qui, du côté de son père, est arrivée en Australie en 1798, et du côté de sa mère s'est installée dans la région de Hunter Valley au XIXe siècle. Après avoir obtenu son diplôme en art, elle épouse un fermier de Hunter Valley, Mick Bowman. À sa mort, en 1984, elle reprend la ferme. Elle doit déménager en 1988 à la suite d'opérations minières à ciel ouvert.

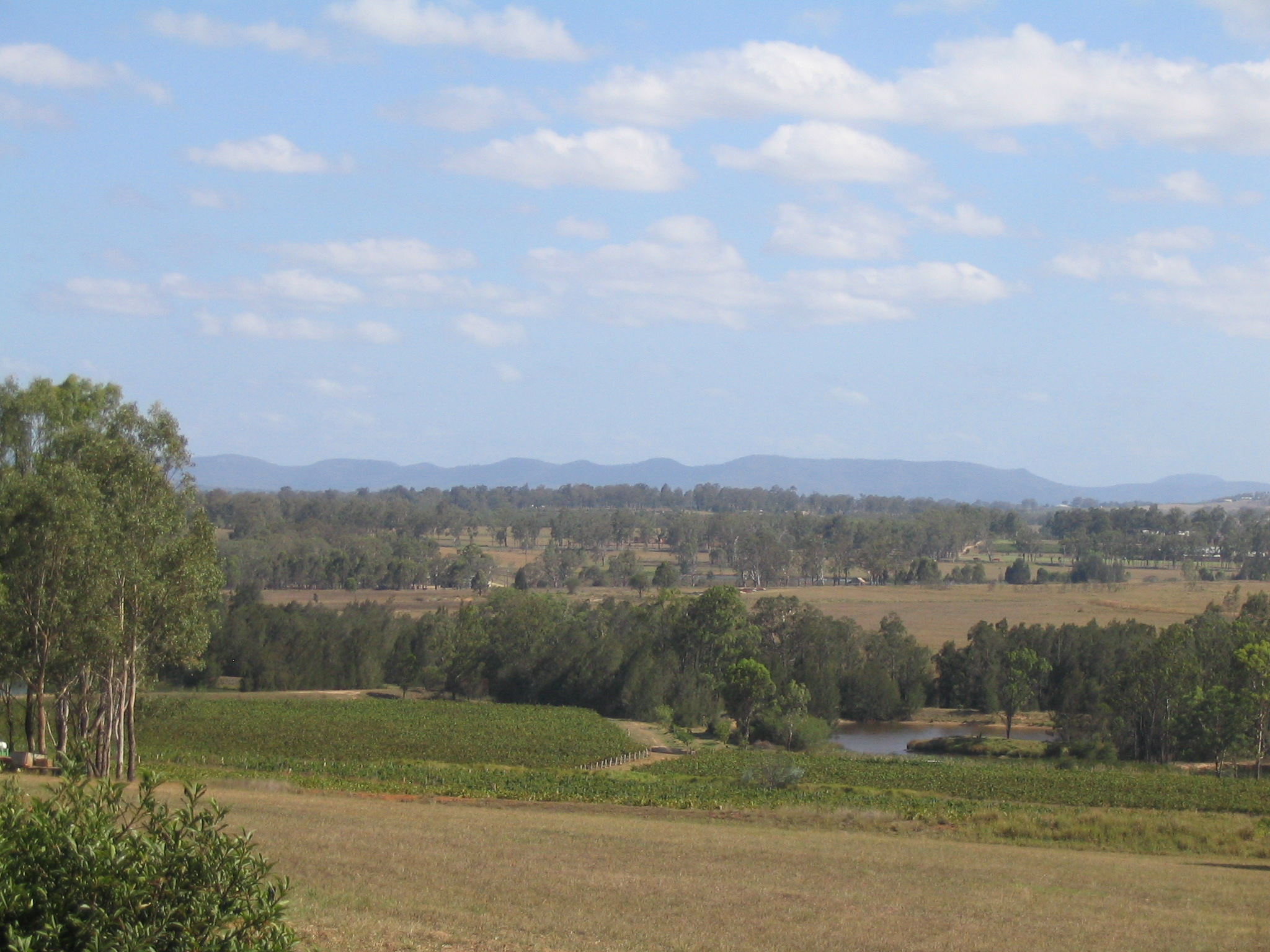
Paysage de en.

En 1988, ses récoltes échouent lorsque l'exploitation minière provoque la pollution de l'eau qui irriguait son champ par les métaux lourds. À cause de la poussière de charbon dans l'herbe, son bétail refuse de manger. À partir de 1990, d'abord par le biais de MineWatch et plus tard par le biais du Hunter Environment Lobby, elle aide les agriculteurs locaux à prendre des mesures politiques en Nouvelle-Galles du Sud. Après avoir déménagé sa ferme une première fois, on lui donne six semaines en 2005 pour déménager afin de faire place à une autre mine. Elle s'installe à Camberwell (en) — un petit village de Hunter Valley entouré sur trois côtés par des mines de charbon — dans une petite ferme d'élevage dénommée Rosedale.
Sa ferme à Rosedale est elle-même menacée en 2010 lorsque la société chinoise Yancoal prévoit une extension de la mine à ciel ouvert d'Ashton South East jusqu'à l'un des principaux affluents de la rivière Hunter. La majorité des agriculteurs de la région vendent leur propriété au début de l'année 2015. Bowman, dont les terres couvrent plus de la moitié de l'extension projetée de la mine de charbon, refuse de vendre car elle cherche à protéger la région de la dévastation. En décembre 2014, le tribunal foncier et environnemental statue que Yancoal ne pouvait procéder à l'exploitation de la mine que si Bowman acceptait de vendre. Malgré des offres de plusieurs millions de dollars, elle continue de refuser, mettant fin aux efforts de Yancoal.
En reconnaissance de ses efforts, elle reçoit en avril 2017 le prix Goldman pour l'environnement .